# Levi P. Morton
Levi Parsons Morton (16. května 1824, Shoreham, Vermont – 16. května 1920, Rhinebeck, New York) byl americký politik a státník. Byl učitelem, podnikatelem a členem Kongresu USA za republikány z New Yorku (1879–1881) a byl také vyslancem ve Francii (1881–1885) Benjamina Harrisona za Republikánskou stranu 22. viceprezidentem USA (1889–1893), prezident jej znovu nenominoval. Mezi lety 1895 až 1896 zastával funkci guvernéra stát New York.